# نظام ناقل

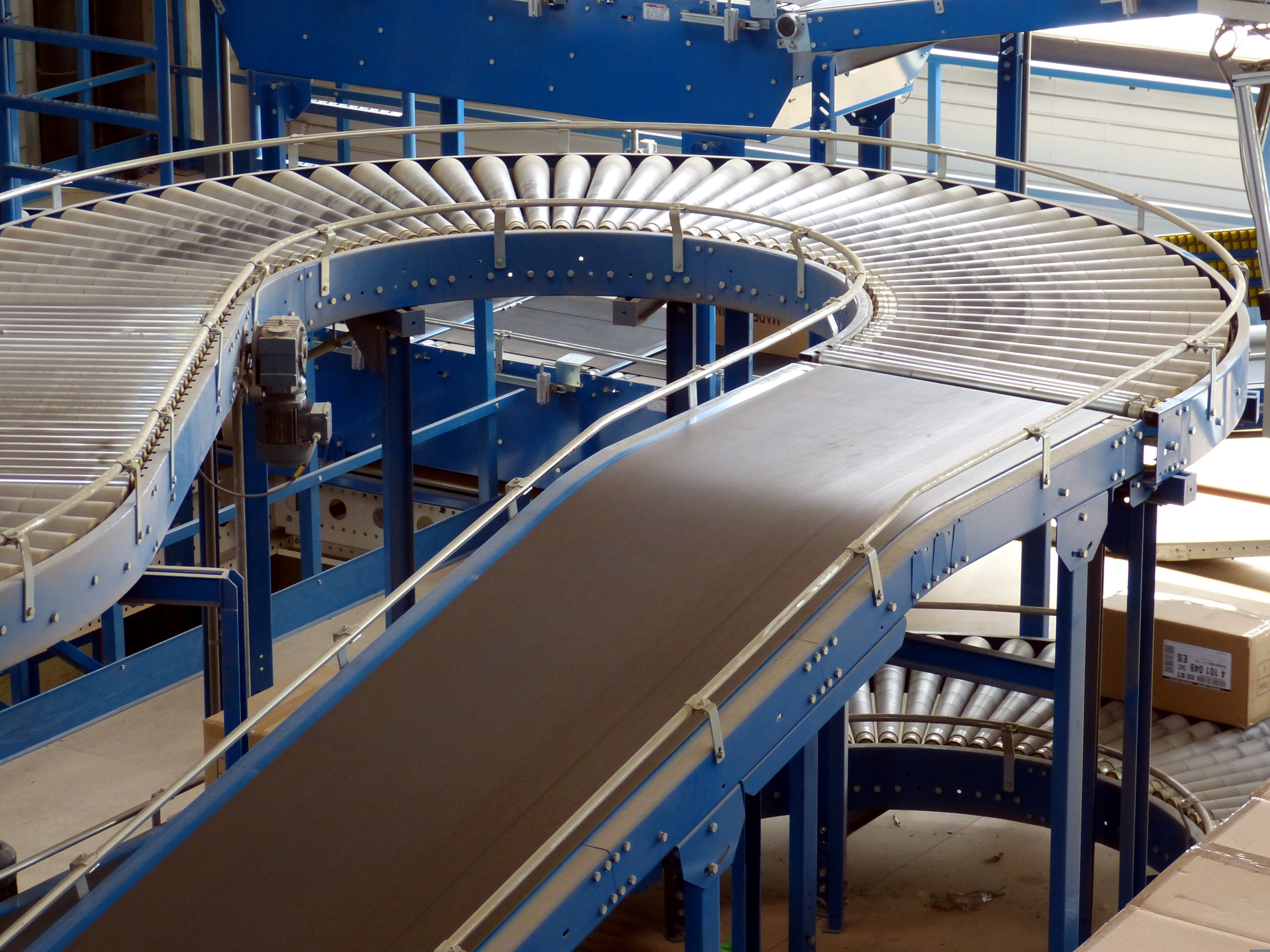
نظان ناقل في صالة مصنع

النظام الناقل هو قطعة منتشرة من معدات المناولة الميكانيكية التي تنقل المواد من مكان إلى آخر. الناقلات مفيدة بشكل خاص في التطبيقات التي تنطوي على نقل المواد الثقيلة أو الضخمة. تسمح أنظمة النقل بالنقل السريع والفعال لمجموعة متنوعة من المواد، مما يجعلها شائعة جدًا في صناعات معالجة المواد والتغليف. وهي أيضًا شائعة في التطبيقات الاستهلاكية، حيث توجد غالبًا في محلات السوبر ماركت والمطارات، كمحطة الأخيرة لتسليم العناصر (الحقائب) للعملاء. تتوفر أنواع كثيرة من أنظمة النقل وتستخدم وفقًا للاحتياجات المختلفة للصناعات المختلفة. هناك أيضا سلسلة الناقلات (الأرضية والعلوية).

## الاستخدام في الصناعة
تستخدم أنظمة النقل على نطاق واسع عبر مجموعة من الصناعات بسبب الفوائد العديدة التي تقدمها.
- الناقلات قادرة على نقل المواد بأمان من مستوى إلى آخر، والتي عندما يتم نقلها عن طريق العمل البشري ستكون شاقة ومكلفة.
- يمكن تثبيتها في أي مكان تقريبًا، وهي أكثر أمانًا من استخدام الرافعة الشوكية أو أي آلة أخرى لنقل المواد.
- يمكنهم نقل الأحمال من جميع الأشكال والأحجام والأوزان. بالإضافة إلى ذلك، تتمتع العديد من ميزات الأمان المتقدمة التي تساعد على منع الحوادث.
- هناك مجموعة متنوعة من الخيارات المتاحة لتشغيل الأنظمة الناقلة، بما في ذلك الأنظمة الهيدروليكية والميكانيكية والآلية بالكامل، والمجهزة لتناسب الاحتياجات الفردية.[3]

تستخدم الأنظمة الناقلة بشكل شائع في العديد من الصناعات، بما في ذلك التعدين، والسيارات، والزراعة، والكمبيوتر، والإلكترونيات، وتجهيز الأغذية، والفضاء، والأدوية، والكيميائية، والتعبئة والتعليب، وإنهاء الطباعة والتغليف. على الرغم من أنه يمكن نقل مجموعة متنوعة من المواد، إلا أن بعض المواد الأكثر شيوعًا تشمل المواد الغذائية مثل الفول والمكسرات والزجاجات والعلب ومكونات السيارات والخردة المعدنية والحبوب والمساحيق والخشب والأثاث والحبوب وأعلاف الحيوانات. العديد من العوامل مهمة في الاختيار الدقيق لنظام ناقل. من المهم معرفة كيفية استخدام نظام النقل مسبقًا. بعض المجالات الفردية التي من المفيد أخذها في الاعتبار هي عمليات النقل المطلوبة، مثل النقل والتجميع والفرز وأحجام المواد والأوزان والأشكال وأين يجب أن تكون نقاط التحميل والاستلام.

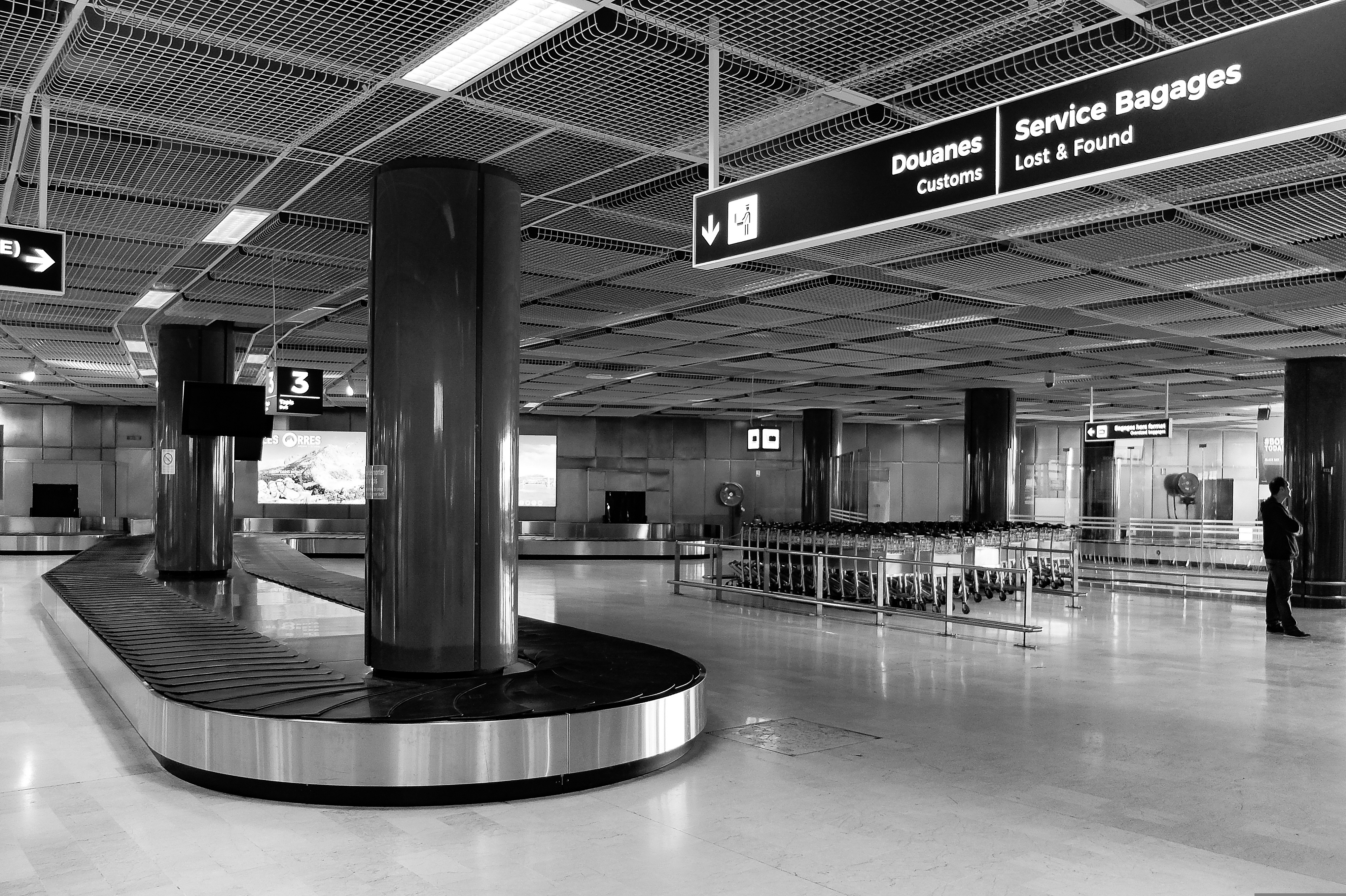
نظام ناقل في صالة وصول في مطار

## العناية والصيانة
غالبًا ما يكون نظام الناقل هو شريان الحياة لقدرة الشركة على نقل منتجها بشكل فعال في الوقت المناسب. من الخطوات التي يمكن أن تتخذها الشركات للتأكد من أنها تؤدي في ذروة طاقتها، تشمل عمليات التفتيش المنتظمة ومراجعة النظام، والرصد الدقيق للمحركات والمخفضات، والحفاظ على قطع الغيار الرئيسية في المخزون، والتدريب المناسب للموظفين على إستخدامها.
تتضمن زيادة العمر التشغيلي لنظام ناقل ما يلي: اختيار نوع الناقل المناسب، وتصميم النظام الصحيح والاهتمام بممارسات الصيانة المنتظمة.

## مواد مقاومة للتآكل والصدأ المُستخدمة في التصنيع
يتطلب النظام الناقل مواد مناسبة لإزاحة الأحمال الثقيلة ومقاومة التآكل للتحمل بمرور الوقت دون التعطل بسبب التشوه. عندما يكون التحكم الثابت عاملاً، يتم استخدام مواد خاصة مصممة إما لتبديد أو تصريف الشحنات الكهربائية. تتضمن أمثلة مواد مناولة الناقل البولي إيثيلين عالي الوزن الجزيئي UHMW النايلون و البولي إيثيلين عالي الكثافة و التيفار والبولي يوريثين.

## النمو في الصناعات المختلفة
فيما يتعلق بالنمو، فإن صانعي أنظمة مناولة المواد والناقلات يحصلون على أقصى قدر من التعرض في صناعات مثل السيارات والأدوية والتعبئة ومصانع الإنتاج المختلفة. وبالمثل، تنمو الناقلات المحمولة بسرعة في قطاع البناء وبحلول عام 2014، من المرجح أن يزداد معدل شراء أنظمة النقل في أمريكا الشمالية وأوروبا وآسيا أكثر. أكثر أنواع الناقلات التي يتم شراؤها شيوعًا هي الناقلات الأسطوانية ذات أعمدة الكابلات، والناقلات المتسلسلة، والأحزمة الناقلة في مصانع التعبئة والتغليف والمنشآت الصناعية حيث يتم عادةً إنهاء المنتجات ورصدها. يستخدم القطاعان التجاري والمدني بشكل متزايد الناقلات في المطارات ومراكز التسوق وغيرها.

## من الأنواع
- ناقل ميكانيكي هوائي
- ناقل السيارات
- سير ناقل
- ناقل دلو
- ناقل يعمل بالسلاسل
- ناقل سحب
- ناقل مقاوم للأتربة
- نظام المركبات الكهربائية
- ناقل مرن
- ناقل الجاذبية
- ناقل الأدوية
- ناقل الحزام البلاستيك
- ناقل هوائي
- ناقل حلزوني
- ناقل عمودي
- ناقل بالاهتزاز
- ناقل شبكة سلكية